# آندرئا باربر
آندرئا باربر (انگلیسی: Andrea Barber؛ زادهٔ ۳ ژوئیهٔ ۱۹۷۶) یک هنرپیشه اهل ایالات متحده آمریکا است. 